# Abdij van Saint-Ghislain
De voormalige abdij van Saint-Ghislain was een door de heilige Ghislenus van Henegouwen in 650 gesticht klooster, in de buurt van de rivier de Hene in de provincie Henegouwen. Sinds de 10e eeuw was de abdij een benedictijnenklooster en werd in 1796 afgeschaft. Er zijn van het klooster slechts enkele restanten overgebleven. De abdij gaf haar naam aan de stad Saint-Ghislain, die zich rond de abdij zou ontwikkelen.

## Ligging
De stichting van de abdij vond 11 km ten westen van Bergen plaats.

## Geschiedenis

### Stichting door Ghislenus
Ghislenus, de oprichter van de abdij, was van Frankische afkomst. Hij vestigde zich als kluizenaar in een plaats in een bos in Henegouwen, dat Ursidungus werd genoemd. Door de aanwezigheid van discipelen in de buurt van zijn kloostercel vormde zich een kleine gemeenschap. Later werd de plaats Cella (kamer, verblijfplaats) genoemd.
Een legende verhaalt hoe Dagobert I, toen hij in de regio op berenjacht was onder de indruk geraakte van het feit dat de beer die hij achtervolgde (een berin met haar kleintjes) bij de kluizenaar Ghislenus haar toevlucht zocht. Deze legende gaf zo ook een verklaring voor de oudste naam van de plaats: Ursidongus ("hol van de beer").

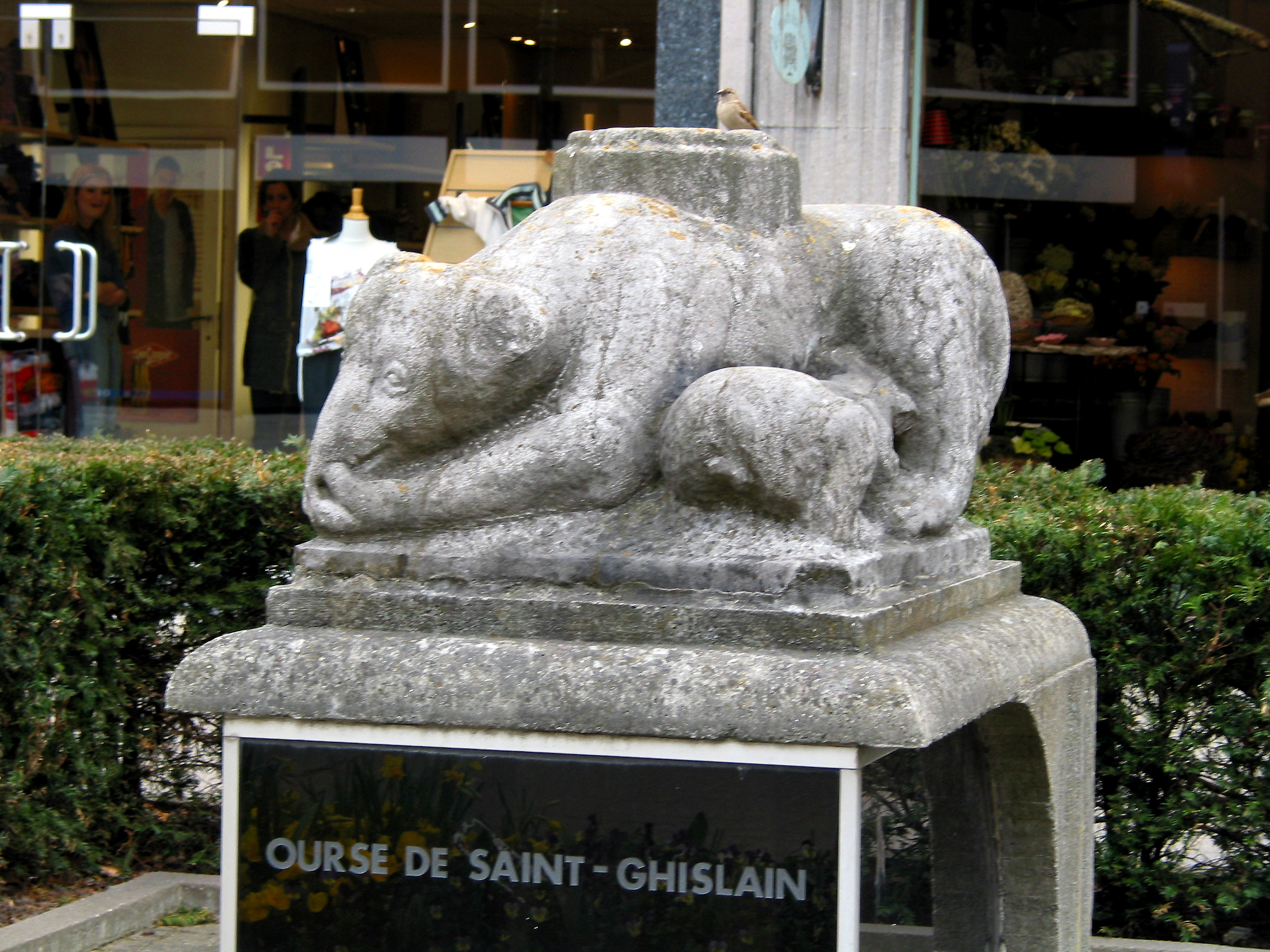
De beer is het symbool van de stad geworden (standbeeld van de berin met haar kleintjes in Saint-Ghislain).

De plaats is rond 633 door de koning van Austrasië (Dagobert I, maar vermoedelijk eerder Sigibert III) aan Ghislenus geschonken om er een klooster voor zichzelf en zijn volgelingen op te richten. Ook een lokale edelman zou de stichting ondersteunen door een schenking. Het klooster werd gebouwd rond 650 en de kerk zou worden ingewijd door Aubertus van Kamerijk, bisschop van Kamerijk, en Amandus. Het klooster zou lange tijd bekend staan als "celle des Apôstres", daar het was gewijd aan de apostelen Petrus en Paulus. Bij haar stichting zouden de kloosterlingen de kloosterregel van Basilius van Caesarea navolgen. Van de heilige stichter weten we dat hij een nauwe band had met Amandus, een geestelijk raadsman van twee zusters, Waldetrudis en Aldegonda. Waldetrudis richtte een oratorium op waarrond zich de stad Bergen zich ontwikkelde, terwijl Aldegonda een klooster in Maubeuge stichtte.
Ghislenus zou als abt zijn klooster een dertig jaar lang leiden. Bij zijn overlijden, rond 680, was het aantal monniken reeds groot geworden. Ghislenus werd in zijn klooster begraven, waar zijn graf een bedevaartplaats werd.

### Van de 8e tot 10e eeuw
In 808 begonnen bouwwerkzaamheden voor de oprichting een kerk over het graf van Ghislenus. Een zekere Eléphas was toen abt van het klooster. De kerk werd voltooid in 822 en ingewijd door de bisschop van Kamerijk. Het is waarschijnlijk rond deze tijd dat men het klooster de "abbaye de Saint-Ghislain" begon te noemen. 
De welwillendheid van de lokale heren, aangemoedigd door het prestige van de abdij, deed de bezittingen toenemen. Na de nederlaag van Reinier I, graaf van Henegouwen, werd zijn land door de Noormannen geplunderd (eind 9e eeuw). Saint-Ghislain werd hierbij niet gespaard. De abdij en haar kerk werden geplunderd. Een monnik kon de stoffelijke resten en relikwieën van de Heilige Ghislenus redden en ze in veiligheid brengen.
Gedurende vele jaren werd het klooster verwaarloosd. Geestelijken vestigen zich er wel, maar zonder echt religieuze geestdrift.
Giselbert II herstelde rond 931 het klooster en zou samen met de bisschop van Kamerijk ervoor zorgen dat Gerardus van Brogne de gedesoriënteerde gemeenschap bezocht en de regel van Benedictus invoerde. Saint-Ghislain werd nu officieel een Benedictijnerabdij waarvan Gerardus korte tijd de abt van was. Een brand zou in 938 ernstige schade veroorzaken.

### Heropleving: 11e eeuw
De graven van Henegouwen, wier grondgebied was afgenomen, begonnen interesse te tonen in het nabijgelegen dorp. Godfried van Verdun liet een omwalling optrekken in Saint-Ghislain. Deze zorgde ervoor dat het klooster en dorp kon heropleven. In 1055 deed Boudewijn I van Henegouwen, graaf van Henegouwen nieuwe landschenkingen aan het klooster. 
Kort na de affaire du dragon (ca. 1113) verwoestte een brand het klooster. De restauratiewerken zouden lang duren en pas beëindigd worden met de afwerking van de kerk in 1183. De relikwieën van de heilige Ghislenus kregen nu ook een nieuwe reliekschrijn.
De periode van de kruistochten (Tweede Kruistocht) was een moeilijk periode voor de monniken, maar ze waren niet bijzonder bezorgd. Ze steunden met hun vasten en gebeden de graven van Henegouwen die sterk betrokken bij deze expedities in het Heilige Land.

### 13e tot 15e eeuw
De 13e en 14e eeuw waren periodes van groei en welvaart, gekenmerkt door de verheffing van de abt van Saint-Ghislain tot de rang van een rijksgraaf in 1289 alsmede de verwerving van nieuwe gronden en prestigewerken. Daarnaast trachtte de stad Saint-Ghislain, net zoals andere steden tijdens de 14e eeuw, zich te bevrijden van de voogdij van de abdij. Machtsstrijden en juridische conflicten tussen de burgerlijke autoriteiten en de abdij waren niet ongebruikelijk in deze periode. En in 1400 werd door een belangrijke overeenkomst bepaalde gewoonten en de gebruiken van de publieke goederen in Saint-Ghislain vastgelegd. Men maakte steeds meer een duidelijk onderscheid tussen de abdij en de stad Saint-Ghislain.
Een ernstige hongersnood in 1437, en een haast constante staat van oorlog gedurende de 15e eeuw – waarbij legers regelmatig door de regio Henegouwen trokken – ondermijnden ernstig het economische leven van de regio in het algemeen en van de abdij in het bijzonder. De moeilijkste jaren waren deze rond 1491 toen de Fransen en de Oostenrijkers elkaar bevochten in de regio rond Kamerijk. Plunderingen en onrust waren hier het gevolg van. De abdij geraakte in verval. In 1491 werd in de abdij van Saint-Ghislain de hervorming van Bursfeld geïntroduceerd.

### 16e tot 18e eeuw
In de 16e eeuw kent het klooster een heropbouw en nieuwe welvaart. Rond 1513 laat abt Quentin Benedictus een refugehuis bouwen in Bergen. Het zou al snel zijn nut bewijzen, want de Hugenotenoorlogen waren verschrikkelijk voor abdijen en andere religieuze plaatsen. In 1581 namen de hugenoten de stad Saint-Ghislain in en deden aan heiligschennis. Veel kunstschatten gingen verloren door de furie van deze beeldenstormers: Saint-Ghislain werd drie keer belegerd. In 1627 werd de reliekschrijn van Sint-Ghislenus verborgen in Bergen en zou daar een lange tijd blijven.
In 1656 zou een aanslag op de duiventoren van de abdij ernstige schade veroorzaken: de kerk en het klooster werden bijna volledig verwoest. De monniken leefden in armoede. Het zou pas rond de eeuwwisseling zijn dat de situatie weer verbeterde. Joseph Havinne, abt van 1700 tot 1726, besloot om alles te herbouwen. Er wordt met de bouw van een vijfde abdijkerk begonnen. Het project wordt toevertrouwd aan de architect Gabi uit Lille die tussen 1714 en 1718 de kerk herbouwd, en tot in 1722 aan de kloostergebouwen zou bouwen. Een brand berokkende echter in 1727 opnieuw schade aan het klooster. Ghislain Levesques, abt van 1727 tot 1739, laat opnieuw opbouwen wat was beschadigd en laat er een bibliotheek aan toevoegen. De architect Nicolas de Brissy zou in 1729 voor het klooster een ziekenzaal en bibliotheek hebben opgetrokken.
In 1729 was de bouw, in Bergen, van het Sint-Elizabethziekenhuis (met haar kapel) voltooid. Het werd toevertrouwd aan de zusters Augustijnen. Dit is het enige gebouw dat in de 20e eeuw nog de herinnering oproept aan de eens welvarende abdij van Saint-Ghislain.
In 1752 liet de abt Dom Durot een gemeentelijke bibliotheek oprichten in het voormalige stadhuis. Men kan er nog steeds de wapens van de abt Nicolas Brouwez zien (1739-1763).

### Afschaffing en einde
Op 1 september 1796 werd de abdij van Saint-Ghislain officieel afgeschaft. De monniken hadden haar reeds in 1794 verlaten toen de Franse revolutionaire troepen waren binnengetrokken. Ze vertrokken in vrijwillige ballingschap (naar Duitsland) en namen hun manuscripten met zich mee. De reliekschrijn van Sint-Ghislenus bevond zich in Bergen. In 1797 gingen 1600 werken uit de kloosterbibliotheek over naar de bibliotheek van het departement Jemmapes waarvan Bergen de prefectuur van is.

## Restanten van de abdij
De gebouwen werden vervolgens als publiek goed verkocht, en verworven door een Parijse handelaar. Alles werd ontmanteld. Sommige stenen werden gebruikt bij de aanleg het kanaal Bergen-Condé. Er is niets overgebleven in Saint-Ghislain, buiten een klein gedeelte van de ommuring. 
Het door de abdij in 1729 gebouwde ziekenhuis en klooster (nu Home Sainte-Élisabeth) is de enige belangrijke herinnering aan een eeuwenoude instelling die ooit de glorie en de welvaart van de stad Saint-Ghislain betekende. Van dit ziekenhuis, blijft er niets meer over dan de oranjerie.
De kapel van de abdij, in neogotische stijl, bevat de reliekschrijn van de heilige stichter van de abdij. Verminkt tijdens een eerdere oorlog werd deze tijdens de Franse Revolutie gerestaureerd.
Op het stadsplein bevindt zich de klokkentoren van de oude Sint-Martinuskerk. Door de monniken van de abdij gebouwd als de parochiekerk (circa 1565), werd deze tijdens een bombardement in de Tweede Wereldoorlog (1940) vernietigd. De toren werd gerenoveerd en werd omgedoopt tot "espace Ockeghem", een cultureel centrum van de stad.
De oude abdijkerk is nu een parochiekerk. Het koorgestoelte, dat eens het koor sierde, bevindt zich vandaag de dag in de kathedraal van Doornik.

## Culturele aspecten
De abdij had schrijvers, wier werken in Bergen en in de Koninklijke Bibliotheek zijn bewaard gebleven. Bijvoorbeeld, de Annales, begonnen door de prior Pierre Baudry en voortgezet door Augustin Durot tot het jaar 1756 die opmerkelijke monastieke kronieken bevat.

## Verder lezen
- Pierre Baudry – Augustin Durot, Annales de l'abbaye de Saint-Ghislain, vol.X-XI, gepubliceerd door Albert Poncelet, bollandist, Bergen, 1897.